# Fluorbenzen
Fluorbenzen je aromatická sloučenina se sumárním vzorcem C6H5F. Tato bezbarvá hořlavá kapalina je používána především jako speciální rozpouštědlo. Je připravována tepelným rozkladem fenyldiazonium tetrafluoroborátu z toho důvodu, že fluorace je velmi exotermní reakce s velkou neselektivitou. Příprava fluorbenzenu stejným způsobem, jakým lze připravit aromatické halogenderiváty - chlorbenzen nebo brombenzen, není možná. To z důvodu, že by došlo k úplné fluoraci na hexafluorcyklohexan (HFH).

## Použití
Používá se především jako speciální rozpouštědlo, nebo meziprodukt pro přípravu organokovových sloučenin obsahující fluor například k přípravě Ti(FPH) titanocen-fenylfluorid.

## Syntéza
Poprvé byl fluorbenzen připraven na univerzitě v Bonnu Otto Wallachem v roce 1886 reakcí diazononiumchloridu s HBF4

## Bezpečnost
Fluorbenzen vykazuje „nízkou“ toxicitu, odpovídající smrtelné dávkce LD50 3,87 g/kg.